# Лепешинская, Ольга Борисовна
О́льга Бори́совна Лепеши́нская (урождённая Протопопова; 6 [18] августа 1871, Пермь, Российская империя — 2 октября 1963, Москва, СССР) — российский революционер, советский биолог. Лауреат Сталинской премии первой степени (1950), академик Академии медицинских наук СССР (1950).
Широкую известность в СССР получило обсуждение теории О. Б. Лепешинской о новообразовании клеток из бесструктурного «живого вещества». Теория Лепешинской (разновидность ламаркизма) на совместном совещании АН и АМН СССР 1950 года была поддержана рядом гистологов и всеми выступавшими докладчиками, включая Т. Д. Лысенко, но впоследствии встретила осуждение критиков как политизированное и антинаучное направление в советской биологии. Профессорам медицинских вузов было вменено в обязанность ссылаться в лекциях на учение Лепешинской. За рубежом её «открытия» не нашли отклика.

## Факты биографии, участие в революционном движении
Родилась 6 (18) августа 1871 года в Перми в богатой буржуазной семье. Отец умер через три года после рождения Ольги. Братья — Борис, Александр (старшие) и Дмитрий (младший); сёстры — Елизавета (старшая) и Наталья (младшая). Мать Елизавета Фёдоровна Даммер (по мужу Протопопова) владела шахтами, пароходами и доходными домами. Со слов Ольги, она обладала энергичным, властным характером широкого размаха, «было в моей матери что-то от Вассы Железновой».
Ещё учась в гимназии, Ольга поссорилась с матерью. Елизавета Фёдоровна получила жалобу от служащих по поводу несправедливой оплаты труда и послала Ольгу в город Губаху для того, чтобы та разобралась в ситуации. Узнав, в каких условиях живут шахтёры, и вернувшись, она назвала мать бесчеловечной эксплуататоршей. Впоследствии мать лишила её наследства. Родилась и жила до 1888 года О. Б. Лепешинская в доме Вердеревского по адресу ул. Сибирская, 2.
В 1891 году О. Б. Лепешинская окончила Пермскую Мариинскую женскую гимназию с присвоением звания «домашней учительницы по математике». В 1890-х годах получила начальное медицинское образование на фельдшерских Рождественских курсах в Санкт-Петербурге, где познакомилась с Инной Смидович, сестрой революционера-большевика П. Г. Смидовича. С 1894 года вступила в Петербургский «Союз борьбы за освобождение рабочего класса», став его активной участницей.

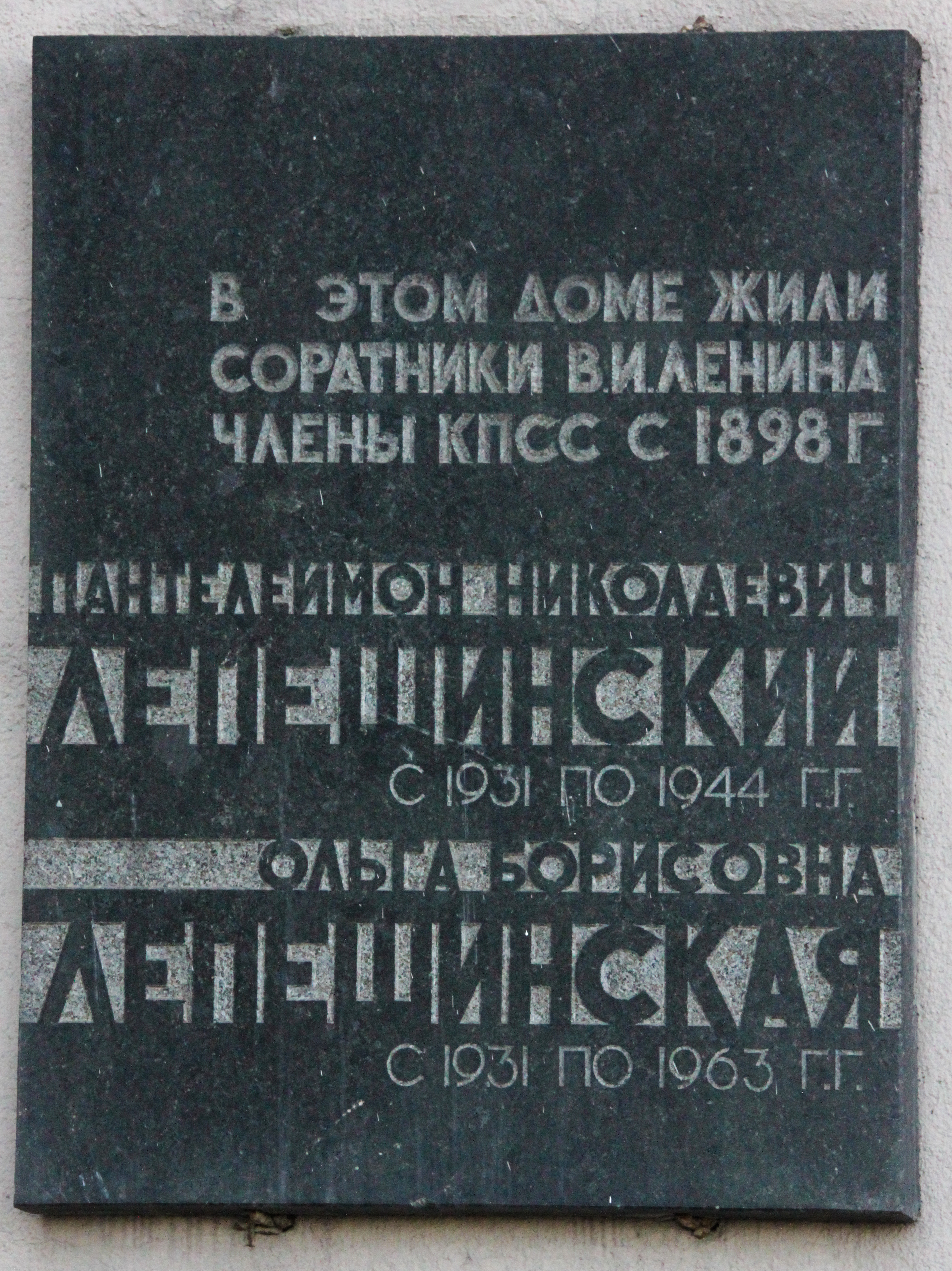
Памятная доска

В 1897 году Лепешинская окончила Училище лекарских помощниц и фельдшериц с присвоением звания «лекарской помощницы». В мае этого года она организовала фельдшерский пункт на железнодорожном вокзале в Челябинске. В этом же году, став женой Пантелеймона Николаевича Лепешинского, последовала за ним в ссылку в Енисейскую губернию. Там она служила фельдшером в селе Курагино. Вместе с семнадцатью ссыльными подписала «Протест российских социал-демократов» против «Экономистов».
В 1898 году вступила в РСДРП, а после раскола партии примкнула к большевикам. С 1900 года участвовала в работе псковской группы содействия «Искре». Затем, в 1903 году, вновь последовала за мужем в Минусинск в Сибири и организовала побег мужа из ссылки. С 1903 года чета Лепешинских находилась в эмиграции в Швейцарии. Там О. Б. Лепешинская один семестр училась на медицинском факультете в Лозанне. В Женеве она организовала столовую большевиков-эмигрантов, которая являлась местом заседаний большевистской группы. В 1906 году Ольга Борисовна вернулась в Россию, вела партийную работу в Орше до 1910 года.
В 1915 году окончила Императорский Московский университет на медицинском факультете с получением стипендии «Лекаря с отличием». Работала ассистентом на кафедре университета, но была уволена за революционную деятельность. Практиковала медицину в Москве и Крыму. В 1917 году была членом ревкома станции Подмосковная. Организовала школу-коммуну для беспризорных детей в деревне Литвиновичи Рогачёвского уезда Могилёвской губернии, где Лепешинская жила у матери мужа. Большинство воспитанников потом приехали в Москву и учились в опытно-показательной школе на Знаменке. Позже этой школе было присвоено имя П. Н. Лепешинского, и в ней учились многие дети из Дома на набережной.
С 1919 года преподавала и занималась научной работой в Ташкенте, затем в Москве, где работала ассистентом кафедры Московского университета. С 1926 года работала в гистологической лаборатории Биологического института имени К. А. Тимирязева. С 1936 года — в цитологических лабораториях Всесоюзного института экспериментальной медицины и Академии медицинских наук СССР. С 1949 года в Институте экспериментальной биологии АН СССР заведовала отделом развития живого вещества.
Представлений о неклеточной структуре живого вещества она придерживалась до последних дней своей жизни.
О. Б. Лепешинская скончалась 2 октября 1963 года в Москве от пневмонии в возрасте 92 лет. Похоронена на Новодевичьем кладбище, рядом с мужем П. Н. Лепешинским.
Издано множество научных работ и статей Лепешинской. Она — автор книги мемуаров «Встречи с Ильичём (Воспоминания старой большевички)», третье издание — в 1971 году.
В честь О. Б. Лепешинской названа гора Лепешинской на острове Сахалин.

## Награды
- орден Ленина (27.07.1946)
- орден Трудового Красного Знамени[3]
- Сталинская премия (1950)[3]

## Научная деятельность
Основные научные работы Лепешинской связаны с темами оболочек животных клеток, гистологии костной ткани.
Изучая влияние препаратов крови на процессы заживления, Лепешинская предлагала метод лечения ран кровью (гемоповязок). Это предложение встретило поддержку ряда медицинских деятелей. В 1940 году передала для опубликования в «Советскую хирургию» работу по вопросу лечения ран кровью под заглавием «Роль живого вещества в процессе заживления ран». Статью не напечатали, но в 1942 году в газете «Медицинский работник» была опубликована статья Пикуса «Гемоповязки», в которой говорилось, что автор, хирург военного госпиталя, успешно применял данный метод в военное время.
В 1930-е годы занималась изучением оболочек эритроцитов, заметив, что с возрастом они становятся плотнее и менее проницаемыми. Для смягчения их оболочек она предлагала использовать соду. В 1953 году в статье «О принципе лечения содовыми ваннами» (Клиническая медицина. № 1) Лепешинская сообщила, что сода может «сыграть большую роль и в вопросе борьбы со старостью, с гипертонической болезнью, склерозом и другими заболеваниями» (с. 31). Она утверждала, что если впрыснуть соду в оплодотворённые яйца курицы, то цыплята проявляют прожорливость и перегоняют в росте контрольных цыплят, не гибнут от ревматизма. Лепешинская также указывала на благоприятное действие содового раствора на семена растений. В июне 1962 года отправила Никите Хрущёву большую записку «О пересмотре закона о пенсионном обеспечении (повышении производительности труда за счёт активного долголетия и борьбы с алкоголизмом)», где советовала бороться с алкоголизмом по принципу «подобное — подобным»: использовать против крепких напитков — сухие вина и шампанское, даже импортные.

### Новообразование клеток (теория «живого вещества»)
Автор широко обсуждавшейся в СССР теории о новообразовании клеток из бесструктурного «живого вещества», которая не получила последующего подтверждения и была объявлена ненаучной и псевдонаучной.

Свои исследования Лепешинская проводила на куриных яйцах, икре рыб, головастиках, а также на гидрах:
Шёл 1933 год <…>. Однажды весной я наловила только что выклюнувшихся из икры головастиков и принесла в лабораторию. Беру одного и раздавливаю. Каплю крови и слизи раздавленного головастика кладу под микроскоп <…>. Жадно, с нетерпением отыскиваю в поле зрения эритроциты.

Но что это? Взгляд мой впивается в какие-то шары. Навожу объектив микроскопа на резкость. Передо мной совершенно непонятная картина: среди вполне развитых клеток крови отчётливо различаю какие-то как бы недоразвитые клетки — мелкозернистые желточные шары без ядер, желточные шары поменьше, но уже с начинающим образовываться ядром. Казалось, что перед глазами полная картина рождения клетки…
В 1934 году Лепешинская опубликовала монографию «К вопросу о новообразовании клеток в животном организме». Опираясь на биогенетический закон Э. Геккеля, Лепешинская предположила, что в организме имеются неоформленные протоплазматические образования наподобие гипотетических «монер» Геккеля, которые трансформируются в клетки.
В 1939 году к 100-летию клеточного учения вышла новая статья Лепешинской «Происхождение клетки», в которой Лепешинская называла своим предшественником швейцарского анатома и эмбриолога В. Гиса. Этот учёный производил наблюдения кровяных островков внутри желточного мешка. По мнению историка науки А. Е. Гайсиновича, выводы данного учёного были вызваны несовершенством методики окрашивания, и сам автор, будучи учеником Ремака и Вирхова, уже в конце XIX века отказался от этих взглядов.
В этой же публикации Лепешинская ссылалась на работы профессора гистологии Военно-Медицинской академии, автора одного из первых отечественных руководств по микроскопической анатомии, М. Д. Лавдовского, который (по современным данным — ошибочно) в 1899 году предполагал возможность клеткообразования из живой материи — формообразовательного вещества.

Фотографии «желточного шара» на разных стадиях развития эмбриона по версии О. Б. Лепешинской

Также в своих работах Лепешинская ссылалась на раннюю работу П. Я. Герке, опубликованную на немецком языке в 1933 году, теорию протомеров М. Гейденгайна (1864—1949) и симпластическую теорию Ф. Студнички (1870—1955), «кариосомы» Минчина.

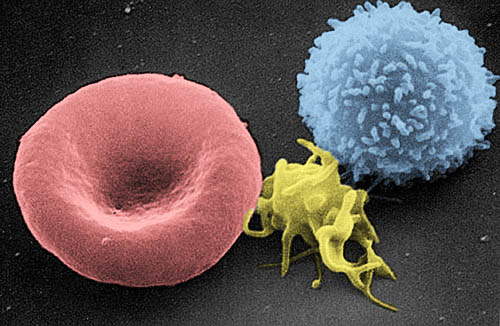
Слева направо: эритроцит, тромбоцит и лейкоцит (T-лимфоцит). Снимок сделан в сканирующем электронном микроскопе

#### Научные и политические сторонники Лепешинской
Теория Лепешинской о неклеточном живом веществе была отмечена правительственными наградами и противопоставлялась «буржуазной» генетике как марксистская теория. Это учение вошло в учебники средней и высшей школы сталинских времён как крупное биологическое открытие в области дарвинизма. Книга Лепешинской была дополнена многочисленными похвалами Сталину и переиздана в 1950 году, и она в 79 лет удостоилась Сталинской премии, которую безуспешно рассчитывала получить после первого издания.
С 1949 года Лепешинская работала в Институте экспериментальной биологии АН СССР, где заведовала Отделом развития живого вещества.
7 апреля 1950 года состоялось заседание совместной Комиссии АН СССР и АМН СССР по организации совещания для обсуждения работ О. Б. Лепешинской. Председателем комиссии был академик-секретарь Отделения биологических наук АН СССР А. И. Опарин.
Директору Института морфологии животных АН СССР профессору Г. К. Хрущову было поручено не только ознакомиться с работами лаборатории О. Б. Лепешинской, но и подготовить демонстрацию её препаратов, а также выступить с оценкой итогов её работ и перспектив их дальнейшего развития.
С 22 мая по 24 мая 1950 года в Москве происходило совещание по проблеме живого вещества и развития клетки в Отделении биологических наук Академии наук СССР. На этом совещании теорию Лепешинской поддержали все выступавшие докладчики, и в частности Т. Д. Лысенко. Хрущов на этом совещании заявил, что весь материал, представленный Лепешинской, «вполне достоверен и повторим» и что для цитологии «он имеет большое значение».
Ближайший сотрудник Лепешинской В. Г. Крюков в 1989 году утверждал, что подготовка препаратов Г. К. Хрущовым имела «очевидный смысл» — необходимость «снять всякие ссылки критики на „неудовлетворительное качество“ препаратов Лепешинской». Выступавший на совещании профессор, заведующий кафедрой гистологии 1-го Московского медицинского института М. А. Барон заявил:

«Каждый может убедиться в доказательности этих препаратов. Они производят сильное впечатление».

О наличии экспериментальных подтверждений своих работ сама Лепешинская на данном совещании говорила следующее:

Мы работаем над этой проблемой более пятнадцати лет, и до сих пор наши данные ещё никем экспериментально не опровергнуты, а подтверждения, в особенности за последнее время, есть (работы Сукнева, Бошьяна, Лаврова, Галустяна, Комарова, Невядомского, Морозова, Гарвей и Гравиц).

Перевод статьи Г. К. Хрущова, опубликованной в восточногерманской газете «Tägliche Rundschau» от 12 июля 1950 года, с поддержкой учения Лепешинской, появился в «The Journal of Heredity» в мае 1951 года. Непосредственно за ним в том же номере журнала следовал перевод статьи профессора Ганса Нахтсхайма в западно-берлинской «Tagesspiegel» от 20 июня 1950 года, критиковавшего учение Лепешинской и Лысенко.

#### Критика теории о «живом веществе»
Идеи, высказанным Лепешинской, были подвергнуты критике биологами Н. К. Кольцовым, Б. П. Токиным, М. С. Навашиным, А. А. Заварзиным, Н. Г. Хлопиным и другими. В разгоревшейся полемике Лепешинская обвинила их в идеализме.
В частности, в 1935 году Б. П. Токин, бывший директор Биологического института им. Тимирязева, говоря о трактовке Лепешинской биогенетического закона, утверждал:

«Происхождение клетки из желточного шара в курином эмбрионе понимать как рекапитуляцию ранней фазы в эволюции клетки, как это делает Лепешинская, так же „научно“, как если бы эти самые желточные шары, являющиеся дериватом клеток, захотели принять за первичный живой белок, происходящий из неорганической материи».

Позже Б. П. Токин, также выдвинувший понятие онтогении клетки как её развития между двумя делениями, отвечая на выпад Лепешинской, в 8-м номере журнала «Под знаменем марксизма» за 1936 год, писал:

«Поскольку речь идёт об образовании de novo клеток современных организмов, являющихся продуктом длительного хода эволюции, дискутировать не о чем, так как такие идеи являются давно пройденным, младенческим этапом в развитии науки и стоят сейчас за её пределами».

Советский учёный-патологоанатом Я. Л. Рапопорт писал:
Я вспомнил лаборантов в лаборатории О. Б. Лепешинской, толкущих в ступках зёрна свёклы: это не было «толчение в ступе», а экспериментальная разработка величайших открытий в биологии, совершаемых подпиравшими друг друга маниакальными невеждами.
В 1939 году в «Архиве биологических наук» была напечатана статья ведущих советских гистологов А. А. Заварзина, Д. Н. Насонова, Н. Г. Хлопина под названием «Об одном „направлении“ в цитологии». Анализируя подробно работы Лепешинской на желтке куриного яйца, на яйцах севрюги и на гидре, авторы отметили методическое несовершенство её работ (неправильно окрашенные и плохо сделанные препараты). Авторы данной статьи критиковали теоретические выводы Лепешинской, сделав вывод, что «во всех этих работах вместо точных фактов читателю преподносятся плоды фантазии автора, фактически стоящей на уровне науки конца XVIII или самого начала XIX в.», «отметает всю органическую эволюцию и всю современную эмбриологию». Заканчивая свою статью, авторы заметили, что все те учёные, которых Лепешинская обвинила в предвзятом отношении к её работам, «должны сознаться в одной большой вине, а именно: что своим попустительством способствовали тому, что О. Б. Лепешинская могла развивать свою ненаучную деятельность столько времени, и не сумели направить её энергию по руслу какой-нибудь другой, действительно научной проблемы».
7 июля 1948 года в газете «Медицинский работник» появилась статья «Об одной ненаучной концепции». Её авторами были 13 ленинградских биологов во главе с начальником кафедры гистологии Военно-медицинской академии, действительным членом АМН СССР Н. Г. Хлопиным. В данной статье авторы предположили, что Лепешинская, произвольно располагая фотоснимки, представила процесс дегенерации желточных шаров (питательных клеток) как возникновение клеток из «живого вещества». Статья была подписана действительными членами АМН СССР Н. Г. Хлопиным, Д. Н. Насоновым, членом-корреспондентом АМН СССР П. Г. Светловым, профессорами Ю. И. Полянским, П. В. Макаровым, Н. Л. Гербильским, 3. С. Кацнельсоном, Б. П. Токиным, В. Я. Александровым, Ш. Д. Галустяном, докторами биологических наук А. Г. Кнорре, В. П. Михайловым, членом-корреспондентом АН СССР В. А. Догелем. После официального признания её теории весной 1950 года всех этих учёных через руководство АМН заставили отречься от критики под угрозой «ликвидации отделов и лабораторий».
Критики утверждали, что Лепешинская «фактически призывала вернуться к воззрениям Шлейдена и Шванна, то есть к уровню науки 1830-х годов».
Следующая критическая статья, Л. Н. Жинкина и В. П. Михайлова, вышла только в 1955 году и через три года была переведена для журнала «Science».
По свидетельству Я. Л. Рапопорта, муж Лепешинской, старый большевик П. Н. Лепешинский, к научным изысканиям своей супруги относился критически и, в частных разговорах отзывался о них так: «Вы её не слушайте; она в науке ничего не смыслит и говорит сплошные глупости», а в постановке опытов ей помогали дочь Ольга Пантелеймоновна и зять.

## Ненаучная деятельность, догматизация, письмо Сталину
Чтобы разгромить вреднейшее, реакционнейшее, идеалистическое учение Вирхова, задерживающее продвижение науки вперёд, нужны прежде всего факты, факты и факты, нужны опыты, доказывающие несостоятельность и реакционность этого учения. Это нужно для того, чтобы ускорить темпы выполнения указания товарища Сталина превзойти в ближайшее время достижения науки за пределами нашей страны.
Утверждение Р. Вирхова о том, что всякая клетка происходит от клетки, с начала XX века встречало критику со стороны марксистов. Согласно теории диалектического материализма, всё живое, включая клетку, должно было находиться в поступательном развитии: «от простого к сложному, от низшего к высшему», что давало ответ на вопрос о происхождении самой первой клетки.
Начиная с 1932 года, Лепешинская присоединилась к критике своих коллег-марксистов. В частности, часто искажённо и тенденциозно цитировала Энгельса из работ «Диалектика природы» и «Анти-Дюринг» о бесклеточных формах жизни.
Несоответствие этой точке зрения Лепешинская считала нарушением партийной дисциплины. В архиве АН СССР исследователи А. Е. Гайсинович и Е. Б. Музрукова обнаружили копию заявления Лепешинской в Комиссию партийного контроля ВКП(б) с предложением назначить следствие по делу директора Биологического института им. Тимирязева Б. П. Токина, одного из первых её критиков и, как она отметила в скобках, сына кулака, эсера (1935 г.). А в письме в ЦК ВКП (б), написанном не позднее 1943 г., заявила о недопустимости избрания А. А. Заварзина в действительные члены АН СССР, в том числе потому, что «АН несомненно нуждается в работниках — последователях Маркса, Энгельса, Ленина, Сталина и, конечно, коммунистах. В этом отношении кандидатура Заварзина особенно неудачна».
Между 1945 и 1948 годами она написала и Сталину:

«В течение нескольких лет я пыталась собственными силами победить те препятствия, которые ставили мне в научной работе не только реакционные, стоящие на идеалистической или механистической позиции учёные, но и те товарищи, которые идут у них на поводу… Работы, являющиеся продолжением моих прежних работ, получивших высокую оценку со стороны тов. Лысенко, выходя из моей лаборатории, залёживаются в архивах дирекции, не читаются и не ставятся на доклады»

Выражая своё неприятие биологических теорий западных учёных, О. Б. Лепешинская указывала на обоснование этими теориями различий между людьми:

В нашей стране уже нет враждебных друг другу классов, и борьба идеалистов против диалектиков-материалистов всё же, в зависимости от того, чьи интересы она защищает, носит характер классовой борьбы. И действительно, последователи Вирхова, Вейсмана, Менделя и Моргана, говорящие о неизменности гена и отрицающие влияние внешней среды, являются проповедниками лженаучных вещаний буржуазных евгеников и всяких извращений в генетике, на почве которых выросла расовая теория фашизма в капиталистических странах. Вторую мировую войну развязали силы империализма, в арсенале которого был и расизм.
— О. Б. Лепешинская «Развитие жизненных процессов в доклеточном периоде», доклад 22-24 мая 1950 г.
Она получила полную поддержку лысенковцев, ранее взявших на вооружение её взгляды для собственной лженаучной теории о перерождении видов, и высших правительственных кругов. Начались новые гонения на биологов. Только после смерти Сталина в 1953 году стала возможной проверка и критика фактических данных Лепешинской, показавшая к 1958 году полную методическую ошибочность и теоретическую несостоятельность её воззрений. Таким образом, началось и разоблачение «мичуринской агробиологии» лысенковцев. Лепешинской пришлось на склоне лет ограничиться проблемами долголетия.

## Основные работы
Совещание 1950 года
- Совещание по проблеме живого вещества и развития клеток 22—24 мая 1950 г. Стенографический отчёт. Издательство Академии наук СССР, Москва — 1951

Монографии
- Лепешинская О. Б. Оболочка красных кровяных телец как коллоидная система и её изменчивость. — М.-Л.: Главнаука, ГИЗ, 1929. — 78 с.
- Лепешинская О. Б. Оболочки животных клеток и их биологическое значение. — [М.]: Медгиз, 1947. — 130 с.
- Лепешинская О. Б. Происхождение клеток из живого вещества и роль живого вещества в организме. — М.-Л.: Издательство АН СССР, 1945. — 294 с. — 1000 экз.
- Лепешинская О. Б. Происхождение клеток из живого вещества и роль живого вещества в организме. 2-е изд., испр. и доп. — М.: Издательство АМН СССР, 1950. — 304 с. — 20000 экз. (Переиздание: 265 с.)
- Лепешинская О. Б. Развитие жизненных процессов в доклеточном периоде. — М.: Издательство АН СССР, 1952. — 303 с.
- Лепешинская О. Б. Оболочки животных клеток и их биологическое значение. 2-е изд., испр. и доп. — М.: Издательство АМН СССР, 1953. — 112 с.

Брошюры
- Лепешинская О. Б. Воинствующий витализм. О книге проф. Гурвича [«Лекции по общей гистологии»]. — Вологда: «Северный печатник», 1926. — 77 с.
- Лепешинская О. Б. Зачем нужна диалектика естествоиспытателю. К вопросу об отложении извести в организме. Развитие кости как диалектический процесс… [Сб. статей] — М.: Изд-во Гос. Тимиряз. НИИ, 1928. — 67 с.
- Лепешинская О. Б. Клетка, её жизнь и происхождение. — М.: Сельхозгиз, 1950. — 48 с (2-е изд. стереотипное: 1951; 3-е: М.: Госкультпросветиздат, 1952. — 62 с.)
- Лепешинская О. Б. «Старость и борьба с нею» // «Наука и жизнь». — 1951. — № 07.
- Лепешинская О. Б. Происхождение клеток из живого вещества. — [М.]: «Молодая гвардия», 1951. — 39 с (2-е изд.: Лепешинская О. Б. Происхождение клеток из живого вещества. Стенограмма публичной лекции… — [М.]: «Правда», 1951. — 40 с. 3-е изд.: М.: Воениздат, 1952. — 76 с.)
- Лепешинская О. Б. Развитие клеток из живого вещества. (Материал к лекции с диафильмом и методические указания). — М.: Госкультпросветиздат, 1952. — 32 с.
- Лепешинская О. Б. Развитие клеток из неклеточного живого вещества. — М.: Госкультпросветиздат, 1952. — 54 с.
- Лепешинская О. Б. У истоков жизни. Лит. запись В. Д. Елагина. — М.-Л.: Детгиз, 1952. — 96 с (2-е изд.: М.-Л.: Детгиз, 1953. — 104 с.)
- Лепешинская О. Б. О жизни, старости и долголетии. Расшир. стеногр. публичной лекции… — М.: «Знание», 1953. — 48 с (2-е изд.: Мн.: Изд-во АН БССР, 1953. — 60 с.)
- Лепешинская О. Б. Развитие и перспективы новой клеточной теории. — М.: Госкультпросветиздат, 1953. — 56 с.
- Лепешинская О. Б. Неклеточные формы жизни и происхождение клеток. (Материал для бесед). — Свердловск: [Б. и.], 1954. — 11 с.

Редакторская работа
- Внеклеточные формы жизни: Сб. материалов для преподавателей биологии / Под ред. О. Б. Лепешинской. — [М.]: Изд-во АПН СССР, 1952. — 244 с.

Воспоминания
- Лепешинская О. Б. Мои воспоминания / Лит. запись Г. И. Эйсурович. — Абакан: Хаккнигоиздат, 1957. — 102 с.
- Лепешинская О. Б. Встречи с Ильичём (Воспоминания старой большевички). — М.: Госполитиздат, 1957. — 40 с. (2-е изд. стереотипное: М.: Политиздат, 1966; 3-е и 4-е изд.: там же, 1968, 1971. — 56 с.)
- Лепешинская О. Б. Путь в революцию. Воспоминания старой большевички / Лит. запись З. Л. Дичарова. — Пермь: Пермское книжное издательство, 1963. — 118 с.